# Thời kỳ Tăm tối (sử học)

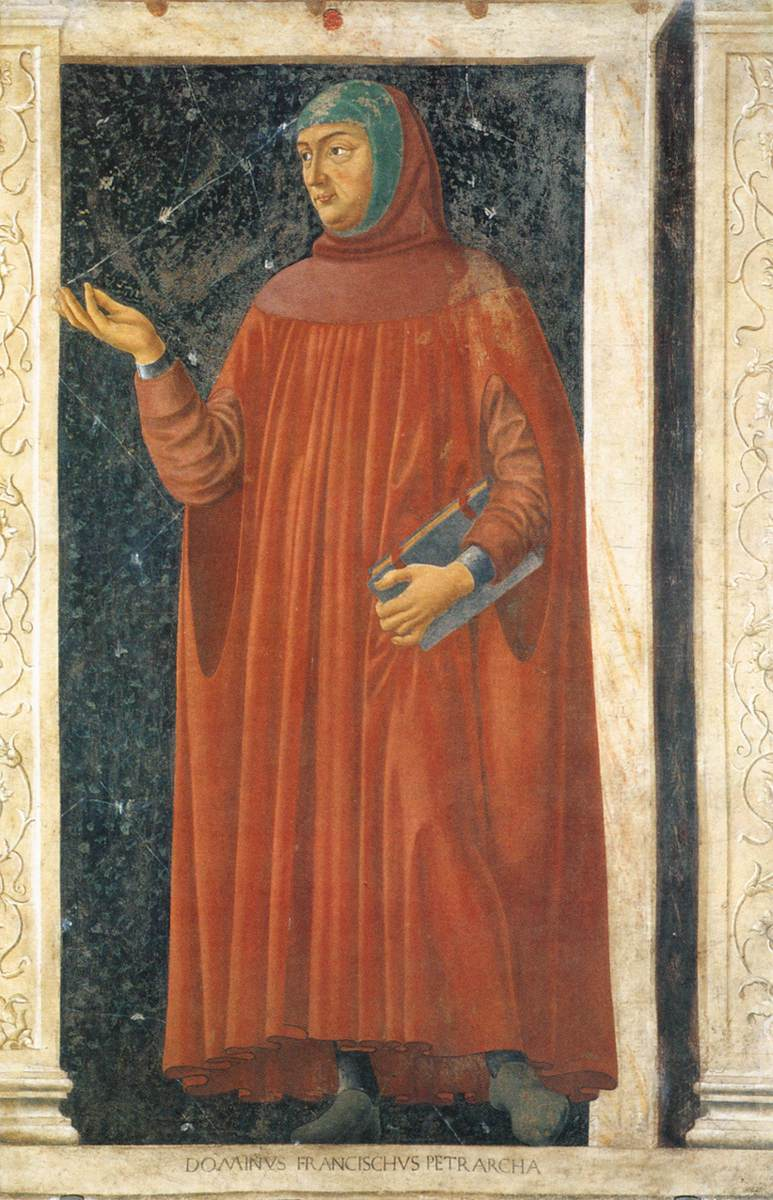
Petrarca, học giả và nhà thơ người Ý, người đã hình thành ý tưởng về Thời kỳ Tăm tối

"Thời kỳ Tăm tối" là một cách phân kỳ lịch sử thường dùng để chỉ thời kỳ Trung Cổ. Cách gọi này nhấn mạnh sự suy thoái văn hóa và kinh tế, được cho là xảy ra ở châu Âu sau khi Đế chế La Mã suy tàn, cũng như sự thiếu vắng tương đối các ghi chép trong thời kỳ này. Cái tên này sử dụng quan niệm tương phản ánh sáng–bóng tối để đối lập thời kỳ "tăm tối" với các thời kỳ "ánh sáng" trước và sau đó. Quan niệm coi toàn bộ thời kỳ Trung Cổ là một khoảng thời gian tối tăm về trí thức theo sau sự suy vong của La Mã cho tới thời kỳ Phục Hưng đặc biệt trở nên phổ biến trong Thời kỳ Khai sáng vào thế kỷ 18.
Khi những thành tựu của thời kỳ Trung Cổ được hiểu biết nhiều hơn trong thế kỷ 19 và 20, các học giả bắt đầu thu hẹp cách gọi "Thời kỳ Tăm tối" cho riêng giai đoạn Sơ kỳ Trung Cổ (khoảng thế kỷ 5–10). Nhiều học giả hiện đại có xu hướng tránh hoàn toàn thuật từ này vì nghĩa tiêu cực của nó, thấy rằng cách gọi này sai lệch và không chính xác cho bất cứ giai đoạn nào của thời Trung Cổ. Tuy vậy, định nghĩa đầu vẫn còn phổ biến trong cách dùng bình dân, và văn hóa đại chúng thường gọi như thế để mô tả Trung Cổ như là một thời kỳ lạc hậu, phóng đại phạm vi và hàm ý miệt thị của nó.

## Lịch sử
Thuật ngữ này đầu tiên được sử dụng để chỉ thời kỳ trung gian giữa thời kỳ cổ đại cổ điển và thời kỳ hiện đại. Vào thế kỷ 19, các học giả bắt đầu nhìn nhận các thành tựu của thời kỳ này trước thách thức của hình ảnh về một thời điểm đen tối và suy tàn. Ngày nay, các học giả không còn coi thuật ngữ trên để chỉ toàn bộ thời kỳ Trung Cổ mà khi sử dùng chủ yếu để ám chỉ Sơ kỳ Trung Cổ.
Sự trỗi dậy của ngành khảo cổ học vào thế kỷ 20 đã soi sáng về thời kỳ Tăm tối, nhờ đó mà chúng ta hiểu được nhiều khía cạnh về các thành tựu trong đó. Các thuật ngữ khác trong nghiên cứu phân chia thời kỳ đã được biết đến như: Hậu kỳ cổ đại, Sơ kỳ Trung Cổ, hoặc Giai Đoạn Di cư, tùy theo khía cạnh văn hóa nào được nhấn mạnh. Hiện nay, trong một vài trường hợp khi sử dụng, các nhà sử học thường có ý trung lập và hàm ý rằng thời kỳ này "tăm tối" là do hiếm các ghi chép lịch sử và thành tựu về văn hóa và nghệ thuật.

### Petrarca
Ý tưởng về "thời kỳ Tăm tối" bắt nguồn từ một nhà thơ người Ý, Francesco Petrarca, và những năm 1330. Khi viết về thời kỳ trước đó, ông viết:"Trong các sai lầm lại có những thiên tài soi sáng; đôi mắt cừ khôi nhưng lại bị che lấp bởi cái ác và bóng tối dày đặc". Các nhà văn Kitô Giáo, bao gồm cả Petrarca, đã từ lâu sử dụng sự ẩn dụ truyền thống về "ánh sáng và bóng tối" để mô tả "cái thiện và cái ác". Petrarca là người đầu tiên đưa nghĩa ẩn dụ ra khỏi tôn giáo bằng cách đảo ngược cách sử dụng của nó. Ông nhìn nhận thời kỳ cổ đại cổ điển, đã từ lâu được coi là thời kỳ "tăm tối" do thiếu đi Kitô Giáo, trong "ánh sáng" của thành tựu văn hóa của nó, trong khi thời kỳ của ông, được tin là thiếu thành tựu văn hóa, đã được nhìn nhận là thời kỳ tăm tối.

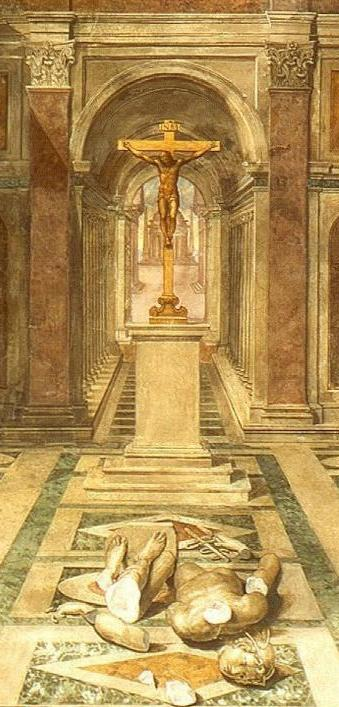
Bức vẽ Triumph of Christianity - Chiến thắng của Kitô Giáo của Tommaso Laureti (1530–1602)

Từ quan điểm của ông về bán đảo Ý, ông nhìn nhận người Rô-ma và thời kỳ cổ điển như định nghĩa về sự vĩ đại. Ông dành phần lớn thời gian đi khắp Châu Âu, tìm lại và xuất bản lại các văn bản tiếng Latin và Hy Lạp với mong muốn phục hồi sự trong sáng của tiếng Latin. Những người theo chủ nghĩa nhân văn thời kỳ Phục Hưng nhìn nhận 900 năm của thời kỳ trước đó là thời gian của sự trì trệ với lịch sử ghi chép lại không khớp với phác thảo "Sáu thời kỳ của thế giới" của Thánh Augustinô, nhưng lại theo khía cạnh văn hóa (ngoài tôn giáo) thông qua các sự trải qua sự phát triển tiến bộ về tư tưởng cổ điển, văn học và nghệ thuật.
Petrarca viết lịch sử thành hai giai đoạn: giai đoạn cổ điển của người Hy Lạp và Rô-ma, tiếp theo đó là thời kỳ tăm tối mà ông đang sống. Trong khoảng năm 1343, khi kết thúc bản sử thi Africa, ông có viết:"Số phận của ta là phải sống trong những cơn giông tố thất thường và khó hiểu. Nhưng đối với ngươi, ta hy vọng và chúc ngươi sẽ sống lâu hơn ta, và tương lai sẽ xuất hiện thời kỳ tốt đẹp hơn. Giấc ngủ quên này sẽ không kéo dài mãi mãi. Khi bóng tối đã tan biến, hậu duệ của chúng ta sẽ quay lại ánh hào quang rực rỡ ban đầu". Vào thế kỷ 15, hai nhà sử học, Leonardo Bruni và Flavio Biondo, đã phát triển lịch sử phác thảo thành 3 giai đoạn. Hai ông đã sử dụng hai giai đoạn của Petrarca thêm với giai đoạn hiện đại, "tốt đẹp hơn" mà họ tin rằng thế giới đang bước vào. Các cách gọi sau này như media tempestas (1469) hoặc medium aevum (1604) đã được dùng để mô tả thời kỳ được cho là suy tàn.

### Cải cách
Trong các cuộc Cải cách vào thế kỷ 16 và 17, tín đồ theo đạo Tin Lành thường có quan điểm giống với  những người theo chủ nghĩa nhân văn Phục Hưng như Petrarch, nhưng cũng kèm theo quan điểm bài trừ Công giáo. Họ coi Cổ điển Cổ đại như thời kỳ hoàng kim không chỉ vì nền văn học Latin mà còn là vì đây là thời kỳ chứng kiến sự ra đời của Kitô Giáo. Quan điểm về "Thời kỳ Trung Cổ" là thời khắc của bóng tối đã được quảng bá, một phần cũng là do sự tha hóa trong Giáo hội Cơ Đốc giáo, ví dụ như: Giáo hoàng cai quản như vua, sự sùng kính của các di vật của các Thánh, các tư tế không kết hôn, và thể chế hóa đạo đức giả

### Baronius
Đáp trả lại quan điểm của tín đồ Tin Lành, tín đồ Công giáo đã phát triển hình tượng tương phản để mô tả Trung kỳ Trung Cổ đặc biệt là như thời kỳ giao hòa giữa xã hội và tôn giáo, trái với định nghĩa "tăm tối". Lời đáp trả quan trọng nhất với cuốn "Magdeburg Centuries", một cuốn sách về lịch sử Giáo hội học, là cuốn "Annales Ecclesiastici" của Hồng y Caesar Baronius. Baronius là một nhà sử học lão luyện với các tác phẩm mà Bách khoa toàn thư Britannica (1911) mô tả là "vượt qua tất cả những gì trước đó" và rằng Acton được xem là "cuốn sách lịch sử vĩ đại nhất của Giáo hội từng được viết". Cuốn Annales ghi lại 12 thế kỷ đầu của Thiên Chúa Giáo đến năm 1198 và được phát hành trong 12 tập từ năm 1588 đến 1607. Chỉ cho đến tập thứ 10 mà Baronius đặt ra thuật ngữ "Thời kỳ Tăm tối" dành cho thời kỳ từ cuối Đế chế Carolingian vào năm 888 và  lần đầu tiên dấy lên Cải cách Gregorian dưới thời Giáo hoàng Clement II vào năm 1046:
"Một kỷ nguyên mới (saeculum) đã bắt đầu bởi cái thiện cũng thô ráp và khô khan như sắt đá vậy, bởi sự thiếu cao quý và vẻ màu xám xấu xa, và hơn tất cả là do nó thiếu các nhà văn (inopia scriptorum), sự tăm tối (obscurum)".
Quan trọng là, Baronius định nghĩa thời kỳ này "tăm tối" vì nó khan hiếm các bản ghi chép. Khi nhắc tới việc "thiếu các nhà văn", ông có thể là đang so sánh số lượng tập sách trong Patrologia Latina của Migne chứa các tác phẩm của nhà văn tiếng Latin từ thế kỷ thứ 10 (thời điểm trung tâm của thời kỳ mà ông mô tả là "tăm tối") so với số lượng  tác phẩm của các nhà văn từ các thế kỷ trước và nối tiếp đó. Rất ít trong số các nhà văn thời kỳ đó là nhà sử học.
Thời kỳ Tăm tối theo Baronius có vẻ đã khiến các nhà sử học thế kỷ 17 chú ý, khi mà thuật ngữ này đã nhân rộng trong các ngôn ngữ ở Châu Âu khác nhau với từ gốc tiếng Latin "saeculum obscurum " của ông đã bị đảo ngược đối với thời kỳ mà ông nhắc đến. Nhưng trong khi một số nhà sử học, nghe theo Baronius, sử dụng một cách trung lập thuật ngữ "thời kỳ tăm tối" để đề cập đến sự khan hiếm các bản ghi chép, các nhà sử gọc khác lại sử dụng nó để miệt thị, gần như sa vào sự thiếu khách quan và làm xấu thuất ngữ này trong mắt nhiều nhà sử học hiện đại.
Nhà sử học người Anh đầu tiên sử dụng thuật ngữ trên rất có thể là Gilbert Burnet, với cụm từ "thời kỳ tăm tối hơn" mà xuất hiện một số lần trong tác phẩm của ông trong thế kỷ 17. Lần đề cập sớm nhất có vẻ như nằm trong "Epistle Dedicatory" từ tập I của cuốn "Lịch sử cải cách của Giáo hội nước Anh" (History of the Reformation of the Church of England) vào năm 1679, trong đó ông viết: "Cấu trúc của cuộc cải cách là để phục hồi Kitô giáo về tình trạng sơ khai và loại bỏ tất cả những kẻ tha hóa mà đầy rẫy trong các thời kỳ tăm tối hơn trước đó." Ông đã một lần nữa sử dụng vào năm 1682 trong tập II trong đó ông gạt bỏ huyền thoại "Cuộc chiến của Thánh George với rồng" bằng cách viết "một huyền thoại được nghĩ ra trong thời kỳ tăm tối để ủng hộ sự hài hước của tinh thần hiệp sỹ". Một giám mục là Burnet đã ghi chép lại cách mà nước Anh đi theo đạo Tin Lành và cách sử dụng của ông về thuật ngữ trên luôn mang nghĩa xấu.

### Thời kỳ Khai sáng
Trong Thời kỳ Khai sáng của thế kỷ thứ 17 và 18, rất nhiều nhà tư duy phản biện nhìn nhận tôn giáo là trái ngược với lý lẽ. Đối với họ, thời kỳ Trung Cổ hoặc "Thời kỳ của Đức tin", do đó trái ngược với Thời kỳ của lý lẽ (hay thời kỳ Khai sáng). Kant và Voltaire đã nói ra những lời công kích đến thời kỳ Trung Cổ như một khoảng thời gian tôn giáo khiến cho xã hội suy thoái, trong khi Gibbon trong cuốn "Lịch sử về sự Suy thoái và sụp đổ của đế chế La Mã" đã thể hiện sự miệt thị với "rác rưới của Thời kỳ Tăm tối". Tuy nhiên cũng như Petrarca người mà coi bản thân nằm ở thời kỳ đầu của "thời đại mới", ông đã chỉ trích các thế kỷ trước đó với thời kỳ của mình, một điều tương tự giống với các nhà văn thời kỳ Khai sáng.
Kết quả là, một cuộc cách mạng đã diễn ra theo ít nhất 3 hướng. Phép ẩn dụ cái thiện với cái ác ban đầu của Petrarca đã được mở rộng qua thời gian, ít nhất là một cách gián tiếp. Ngay cả nếu những người theo chủ nghĩa nhân văn không còn coi bản thân đang sống trong thời kỳ tăm tối, thời kỳ của họ cũng chưa đủ khai sáng đối với các nhà văn thế kỷ thứ 18, những người coi bản thân đã được sống trong Thời kỳ Khai sáng thật sự, trong khi thời kỳ này được quy kết là kéo dài đến tận thời kỳ Cận Đại. Theeo vào đó, ẩn dụ về cái ác của Petrarca mà ông chủ yếu sử dụng để thể hiện sự tiếc nuối về sự thiếu các thành tựu phi tôn giáo đã được làm sâu sắc hơn để đề cập đến ý nghĩa chống lại tôn giáo và mục sư rõ ràng hơn.
Dù sao thì, thuật ngữ "Thời kỳ Trung Cổ", sử dụng bởi Biondo và những người theo chủ nghĩa nhân văn sau Petrarca, nhìn chung đã được sử dụng trước thế kỷ 18 để mô tả thời kỳ trước thời kỳ Phục Hưng. Các ghi chép sớm nhất sử dụng từ "trung cổ" bằng tiếng Anh là vào năm 1827. Khải niệm về Thời kỳ Tăm tối cũng được sử dụng, nhưng đến thế kỷ 18, khải niệm này thường được giới hạn trong phần trước đó của thời kỳ này. Những bước đầu định nghĩa "Thời kỳ Tăm tối" trong từ điển Oxford có tham khảo đến cuốn "Lịch sử về Nền văn minh tại Anh" vào năm 1857 của Henry Thomas Buckle. Có nhiều ngày bắt đầu và kết thúc thời kỳ khác nhau: một số coi thời kỳ này bắt đầu vào năm 410, theo một số khác là vào 476 khi mà không còn hoàng đế tại Rôma, và kết thúc vào năm 800 tại thời điểm thời kỳ Phục Hưng Carolingian dưới thời hoàng đế Charlemagne hoặc nhiều quan điểm cho rằng nó kéo đài đến tận cuối thiên niên kỷ thứ nhất.

### Chủ nghĩa Lãng Mạn
Vào cuối thế kỷ thứ 18 và đầu thế kỷ thứ 19, các nghệ sỹ theo chủ nghĩa Lãng mạn đã thay đổi những đánh giá tiêu cực của những nhà phê bình thời kỳ Khai sáng theo mốt Trung cổ. Từ "Gothic" đã coi là thuật ngữ của sự sỉ nhục giống như "Vandal" cho đến khi  một vài người Anh theo trường phái Gothic vào giữa thế kỷ 18 như Horace Walpole đã phát động phong cách Phục hồi Gothic - Gothic Revival trong nghệ thuật. Điều này đã thúc đẩy sự quan tâm đến thời kỳ Trung cổ mà đối với thế hệ sau này đã mang một hình ảnh "Thời kỳ Đức tin" bình dị. Chính điều này, đáp trả một thế giới thống trị bởi chủ nghĩa khai sáng duy lý, đã thể hiện quan điểm lãng mạn về Thời kỳ Hoàng kim của hiệp sĩ. Thời kỳ Trung cổ đã được xem xét với sự hoài niệm như một thời kỳ hòa hợp giữa xã hội và môi trường, sự truyền cảm hứng về tôn giáo, đối lập với sự quá độ của Cách mạng Pháp và hơn hết là đối lập với sự chuyển dịch về xã hội và môi trường và thuyết vi lợi của Cách mạng công nghiệp đang phát triển. Quan điểm lãng mạn vẫn xuất hiện trong các ngày hội chợ, lễ hội đương đại để kỷ niệm thời kỳ đó với những sự kiện và trang phục vui tươi.
Như Petrarca đã đảo lộn ý nghĩa của cái thiện và cái ác, do đó những người theo chủ nghĩa lãng mạn đã đảo lộn những định kiến về Thời kỳ Khai sáng. Tuy nhiên, thời kỳ mà họ lý tưởng hóa lại hầu như nằm ở Giai đoạn giữa Trung Cổ cho đến thời kỳ Cận đại. Theo một khía cạnh, điều này xóa bỏ mặt tôn giáo về phán xét của Petrarca bởi do trong các thế kỷ sau này, quyền lực và uy thế của Nhà thờ đang ở đỉnh cao. Đối với nhiều người, phạm vi của Thời kỳ Tăm tối đã trở nên tách biệt khỏi thời kỳ này, chủ yếu hàm ý các thế kỷ ngay sau khi sự sụp đổ của Rôma.

## Cách dùng hàn lâm hiện đại
Thuật ngữ này được sử dụng rộng rãi bởi các nhà sử học thế kỷ 19. Vào năm 1860, trong cuốn "The Civilization of the Renaissance in Italy", Jacob Burckhardt đã vạch ra sự tương phản giữa "Thời kỳ Tăm tối" trung cổ và Thời kỳ Phục Hưng được khai sáng mà khi đó hồi sinh những thành tựu văn hóa và tri thức của quá khứ cổ đại. Tuy nhiên, đầu thế kỷ 20, có một sự đánh giá lại về thời kỳ Trung Cổ, qua đó đưa ra câu hỏi về thuật ngữ "tăm tối", hoặc ít nhất là cách sử dụng mang nghĩa xấu về nó. Nhà sử học Denys Hay đã nói một cách mỉa mai về "những thế kỷ sống động mà chúng ta gọi là tăm tối". Ở một cách rõ ràng hơn, cuốn sách về lịch sử của nền văn học Đức xuất bản năm 2007 đã mô tả "thời kỳ tăm tối" như "một cách nói phổ biến tuy có thể có phần ngu dốt".
Hầu hết các nhà sử học hiện đại không sử dụng thuật ngữ  "thời kỳ tăm tối" mà thích dùng thuật ngữ chẳng hạn như Sơ kỳ Trung Cổ. Nhưng khi được sử dụng bởi một số nhà sử học ngày nay, thuật ngữ "thời kỳ tăm tối" thường mang ý nghĩa mô tả những vấn đề về văn hóa, chính trị, kinh tế của thời kỳ đó. Đối với những người khác, thuật ngữ trên nhằm để diễn đạt quan điểm trung lập rằng các sự kiện của thời kỳ này có vẻ "tăm tối" với chúng ta vì thiếu các ghi chép lịch sử. Thuật ngữ này được sử dụng với ý nghĩa (thường là số ít) đề cập đến sự sụp đổ của Thời kỳ đồ đồng và Thời kỳ tăm tối Hy Lạp tiếp sau đó, các Thời kỳ tăm tối của Campuchia (năm 1450 đến 1863), và cũng có thể là Thời kỳ Tăm tối Kỹ thuật số mà chắc chắn rằng các văn bản điện tử được tạo ra bởi thời kỳ hiện nay không thể đọc được vào thời điểm nào đó trong tương lai. Một số người nghiên cứu văn hóa Byantinine đã sử dụng thuật ngữ "Các thời kỳ Tăm tối Byzantine" để ám chỉ thời kỳ từ thuở sơ khai của cuộc xâm lược của người Hồi Giáo đến khoảng năm 800, bởi vì hiện không còn tài liệu lịch sử tiếng Hy Lạp từ thời kỳ này và do đó lịch sử của Đế quốc Byzantine và phần lãnh thổ của đế quốc bị xâm chiếm bởi người Hồi Giáo đã không được hiểu đúng và cần phải được xây dựng lại từ các nguồn hiện có ví dụ như tài liệu tôn giáo. Thuật ngữ "thời kỳ tăm tối" không chỉ giới hạn trong lĩnh vực lịch sử. Như thời kỳ tăm tối khảo cổ học là do một số thời kỳ có nhiều bằng chứng khảo cổ và mốt số khác lại có ít.
Bởi vì Hậu kỳ Trung Cổ gần như trùng lặp với thời kỳ Phục Hưng, thuật ngữ "Thời kỳ Tăm tối" đã bị giới hạn cho một số thời điểm và địa điểm nhất định trong thời kỳ Trung Cổ ở châu Âu. Do đó, thế kỷ thứ 5 và thứ 6 ở đảo Anh, là đỉnh điểm của cuộc xâm lăng của người Saxon, được gọi là "Thời kỳ tăm tối nhất trong các thời kỳ tăm tối" theo quan điểm về sự sụp đổ xã hội và dẫn tới thiếu những ghi chép lịch sử trong thời kỳ này. Ở phía Tây và phía Nam, điều tương tự đã xảy ra với vùng lãnh thổ Dacia của người Rôma, trong đó sự rút đi của người Rôma đã không được ghi chép trong hàng thế kỷ do người Slav, Avar, Bulgar, và các tộc người khác tranh đấu quyền lực với nhau tại lưu vực sông Danube, và các sự kiện này vẫn còn đang gây tranh cãi. Tuy nhiên, tại thời điểm này, đế chế Arab đang được xem là ở thời kỳ Hoàng Kim hơn là Thời kỳ Tăm tối; do đó, việc sử dụng thuật ngữ này cũng phải được giới hạn về địa lý. Trong khi khái niệm của Petrarca về Thời kỳ Tăm tối  tương ứng với hầu hết các thời kỳ Kitô Giáo tiếp sau thời kỳ tiền Kitô Giáo Rôma, ngày nay thuật ngữ này được sử dụng cho văn hóa và thời kỳ tại Châu Âu mà ít ảnh hưởng bởi Kitô giáo nhất, và bởi vậy mà các văn hóa và thời kỳ này hầu như được ghi chép rất ít trong các biên niên sử và các nguồn đương thời hầu hết bởi các giáo sĩ Công giáo.
Nhưng, từ thế kỷ 20 trở đi, các nhà sử học khác cũng phê phán ngay cả cách sử dụng không mang tính phán xét này của thuật ngữ do hai lý do. Đầu tiên, khó có thể biết được liệu rằng có thể sử dụng thuật ngữ này một cách trung lập hay không: các học giả có thể hàm ý như vậy, song người đọc thì chưa chắc hiểu được. Thứ hai, nghiên cứu học thuật trong thế kỷ 20 đã gia tăng sự hiểu biết về lịch sử và văn hóa về thời kỳ đó đến mức mà thời kỳ này không còn mang vẻ "tăm tối".  Để tránh những phán xét về giá trị ẩn bên trong, rất nhiều nhà sử học đã hoàn toàn tránh cách gọi này.

## Cách nhìn nhận sai lệch phổ biến

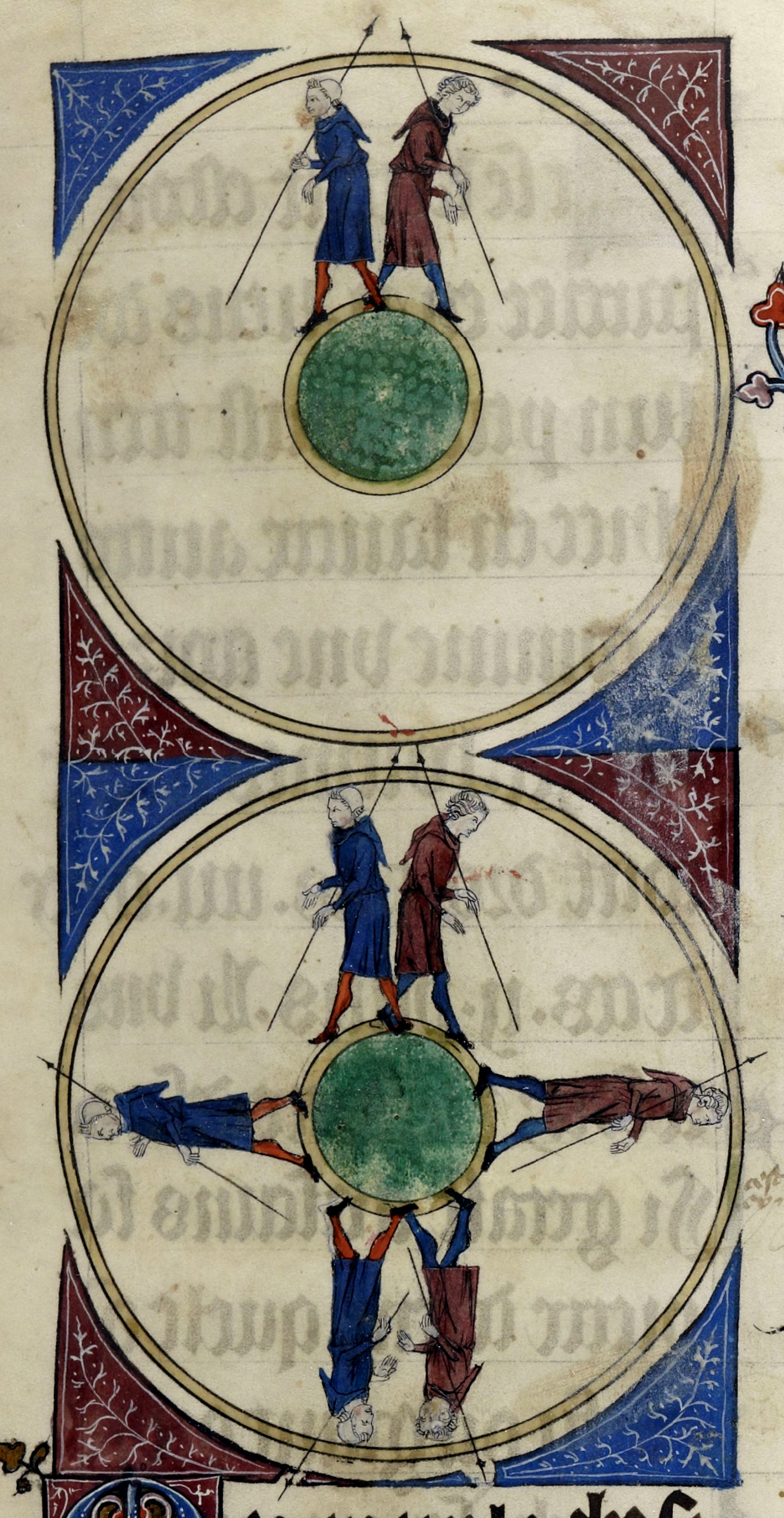
Bức hình mô tả Trái Đất hình cầu ở thế kỷ thứ 14

Nhà sử học David C. Lindberg chỉ trích cách sử dụng đại chúng của từ "Thời kỳ Tăm tối" mô tả toàn bộ Thời kỳ Trung cổ là "thời kỳ của sự ngu dốt, man rợ và mê tín", theo đó "thường đổ lỗi cho Giáo hội Kitô giáo, bị vu cáo là đã đặt quyền lực tôn giáo trên những trải nghiệm cá nhân và các hoạt động lý hữu lý". Sử gia về khoa học Edward Grant viết rằng "Nếu các tư tưởng lý tính cách mạng được biểu hiện [trong thế kỷ 18], chúng chỉ được khả thi bởi vì truyền thống lâu dài từ Trung Cổ đã thiết lập việc sử dụng lý trí như một trong những hoạt động quan trọng nhất của con người". Chưa kể, Lindberg còn nói rằng, trái với các quan niệm thông thường, "các học giả hậu kỳ Trung Cổ hiếm khi phải trải qua sức mạnh cưỡng bức của giáo hội và sẽ tự xem mình là tự do (đặc biệt trong các ngành khoa học tự nhiên) đi theo lý trí và quan sát bất cứ nơi nào chúng dẫn tới". Do sự sụp đổ của Đế chế Tây La Mã do Giai đoạn Di cư, rất nhiều các tài liệu Hy Lạp cổ đại đã bị mất, nhưng một phần các tài liệu này vẫn sót lại và đã được nghiên cứu rộng rãi bởi Đế chế Byzantine và Nhà Abbas. Khoảng thế kỷ 11 và 12 trong Trung kỳ Trung cổ, nhiều nền quân chủ quyền lực hơn đã trỗi dậy; các biên giới đã được phục hồi sau cuộc xâm lăng của người Viking và Magyar; sự phát triển công nghệ và cải tiến nông nghiệp đã được thực hiện nhằm tăng nguồn thực phẩm và dân số. Và sự hiện đại hóa khoa học và kiến thức ở phía Đông hầu như là do có các bản dịch tiếng Latinh mới của Aristotle.
Sự khắc họa sai lệch về thời kỳ này cũng được phản ánh trong một số ý niệm cụ thể hơn, ví dụ như một quan niệm sai lầm, bắt đầu từ thế kỉ 19 và vẫn còn rất phổ biến, cho là mọi người trong thời Trung Cổ đều nghĩ rằng Trái Đất phẳng. Trên thực tế, các giảng viên trong các đại học Trung Cổ thông thường lập luận rằng bằng chứng cho thấy Trái Đất là một quả cầu. Lindberg và Ronald Numbers, một học giả khác về thời kỳ này, khẳng định rằng "hiếm có một học giả Ki-tô giáo nào thời Trung Cổ lại không nhận thức được tính chất cầu [của Trái Đất] và họ thậm chí còn biết chu vi xấp xỉ của nó". Một số lầm tưởng khác như "Giáo hội cấm đoán giải phẫu tử thi và phẫu thuật thời Trung Cổ", "sự trỗi dậy của Ki-tô giáo giết chết khoa học cổ đại", hay "Giáo hội Ki-tô giáo thời Trung Cổ dập tắt sự phát triển của triết học tự nhiên", được Numbers đưa ra làm ví dụ về những huyền thoại phổ biến vẫn lan truyền như những sự thật lịch sử, trong khi chúng không được các nghiên cứu lịch sử hiện nay ủng hộ.